# Claus Ritter
Claus Ritter (* 21. August 1929 Altenburg; † 9. August 1995 unbekannt) war ein auf Filmgeschichte und Science-Fiction spezialisierter deutscher Journalist, Sachbuchautor, Schriftsteller sowie  Literatur- und Filmwissenschaftler.

## Tätigkeit
Ritter studierte an der Friedrich-Schiller-Universität Jena Bibliotheks- und Verlagswesen. Anschließend war er als Referent für kulturelle Massenarbeit tätig, später als Verlagslektor. 1964 publizierte er sein erstes Werk, eine filmhistorische Untersuchung, zusammen mit dem DEFA-Filmregisseur Joachim Hellwig.

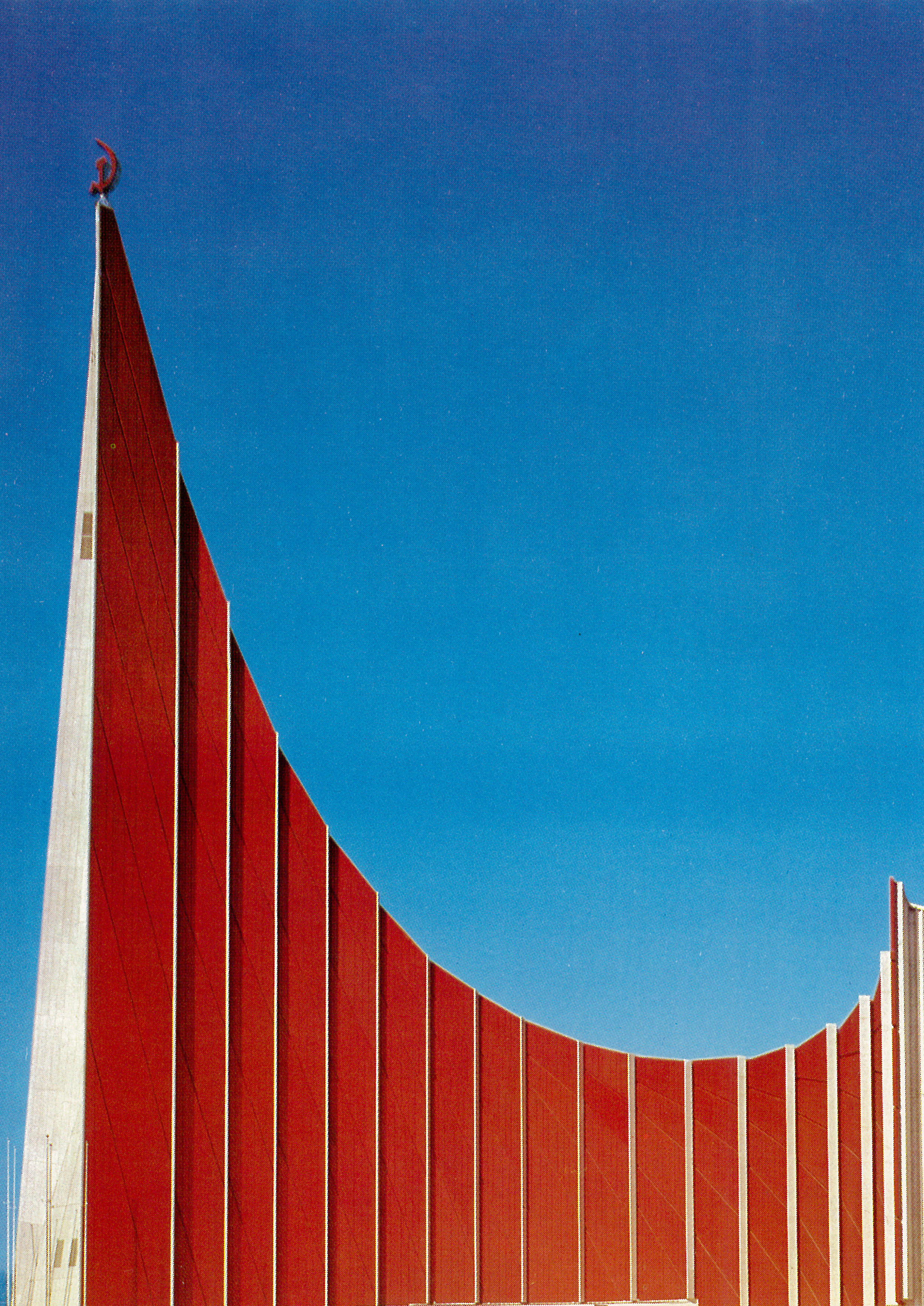
Sovjet Pavilion, Osaka Expo'70

Beide entwickelten ab 1968 das Nichtspielfilmprojekt Utopia 2000, das anlässlich der Weltausstellung Expo 70 in Osaka/Japan  gedreht werden sollte. Die dortigen futuristischen Bauten sollten als Filmkulisse dienen. Das Projekt scheiterte, da die DDR keine diplomatischen Beziehungen zu Japan unterhielt. Das Projekt sollte dann in der Sowjetunion unter dem Titel Reise ins 3. Jahrtausend realisiert werden, was aber ebenfalls nicht gelang.
Ritter und Hellwig promovierten 1975 mit der Gemeinschaftsdissertation „Erkenntnisse und Probleme, Methoden und Ergebnisse bei der künstlerischen Gestaltung sozialistischer Zukunftsvorstellungen im Film unter besonderer Berücksichtigung der Erfahrungen der AG defa-futurum“ an der Universität Leipzig; einer der Gutachter war Lothar Bisky vom Zentralinstitut für Jugendforschung. In den folgenden Jahren publizierte Ritter eine Reihe von Werken, in denen er sich allgemein mit der Geschichte der Utopie, aber auch westdeutscher Science Fiction wie der Perry-Rhodan-Heftromanserie kritisch auseinandersetzte. Sein Werk „Start nach Utopolis“ besitzt als Schutzumschlag eine Innenillustration des Perry-Rhodan-Charakters Lord Zwiebus von Johnny Bruck aus dem Perry-Rhodan-Heftroman Nr. 500.
Ritters bekanntestes Werk ist „Kampf um Utopolis“ (1987), in dem die militaristischen Zukunftsvisionen vom Ende des 19. Jahrhunderts bis in die ersten Jahrzehnte des 20. Jahrhunderts analysiert werden. Nach der Wende 1989/1990 wurde das Werk auch in Westdeutschland vertrieben.
Ritter verstarb nach schwerer Krankheit 1995 im Alter von 65 Jahren. Er war mit der Bibliothekarin Lisa Klaube-Ritter verheiratet.

## Werke
- Mit Joachim Hellwig: Papas Kino. Auch eine Sittengeschichte vom Film, Berlin 1964.
- Tiefe Leinwand. Hinweise auf eine Filmkunst, Berlin 1972.
- Mit Joachim Hellwig: Erkenntnisse und Probleme, Methoden und Ergebnisse bei der künstlerischen Gestaltung sozialistischer Zukunftsvorstellungen im Film unter besonderer Berücksichtigung der Erfahrungen der AG defa-futurum, Leipzig 1975 (Phil. Diss.).
- Woche für Woche. Report über Regenbogen-Postillen, Berlin 1976.
- Start nach Utopolis. Eine Zukunfts-Nostalgie, 4. Aufl. Berlin 1982 (Erstausgabe 1979).
- Anno Utopia oder so war die Zukunft, 2. Aufl. Berlin 1986 (Erstausgabe 1982).
- Kampf um Utopolis oder Die Mobilmachung der Zukunft, Berlin 1987. ISBN 3-373-00083-1